# Буриани (село)
Буриани (груз. ბურიანი) — село в Грузии, на территории Мцхетского муниципалитета края (мхаре) Мцхета-Мтианети.

## География
Село находится в центральной части Грузии, на правом берегу реки Тезами (левый приток Арагви), на расстоянии приблизительно 13 километров (по прямой) к востоко-северо-востоку от города Мцхета, административного центра края и муниципалитета. Абсолютная высота — 908 метров над уровнем моря.

## Население
По результатам официальной переписи населения 2014 года в Буриани проживало 15 человек (1 мужчина и 14 женщин). В национальной структуре населения грузины составляли 100 %.
| Год  | Население, человек |
| ---- | ------------------ |
| 2002 | 7                  |
| 2014 | ↗ 15               |